# Frontera entre Sudán y Sudán del Sur
La frontera entre Sudán y Sudán del Sur fue creada en 2005, durante la firma de los acuerdos de Naivasha (Kenia), que le otorgaba a los diez estados sursudaneses autonomía política al seno de la república de Sudán. Esta autonomía llevó a la independencia total de Sudán del Sur en 2011.

## Trazado
Corresponde a los límites administrativos de los estados de Bahr el Gazal Occidental, Bahr el Ghazal del Norte, Warab, Unidad y Nilo Superior, con los estados del Sudán norteño no implicados en la autonomía y quedados bajo la autoridad del régimen de Jartum en el momento de la independencia.

## Litigios fronterizos
No obstante, este trazado está sujeto a litigio, ya que no ha sido todavía adjudicada la pertenencia de algunos estados federados sudaneses ubicados en vecindad de Sudán del Sur, como el Nilo Azul, Kordofán del Sur y la región de Abyei; por ahora, permanecen bajo la soberanía de la República de Sudán.
El 8 de diciembre de 2011, las fuerzas armadas sudanesas y sursudanesas se enfrentaron militarmente por el control del pueblo de Jau en Kordofán del Sur, del cual cada uno de los países reivindica su legítima posesión. La frontera entre ambos estados permaneció cerrada hasta enero de 2016.